# Randolph/Wabash (métro de Chicago)
Randolph/Wabash est une ancienne station du métro de Chicago sur le côté est du Loop et située au-dessus du croisement de Wabash Avenue et de Randolph Street. Elle a été remplacée par Washington/Wabash.
La station se situe à proximité du Marshall Field's, du Chicago Cultural Center, du Millennium Park  et de la Millennium Station ou une correspondance avec le Metra est possible.

## Historique
Randolph/Wabash a ouvert ses portes le 8 novembre 1896 avant d’être entièrement reconstruite en 1957 sous la forme qu’on lui connaît aujourd’hui.
Elle fut dans un premier temps utilisée par la Lake Street Elevated avant d’être intégrée dans l’Union Loop le 3 octobre 1897. Fait intéressant, c'est la seule station du métro de Chicago à posséder une salle d’attente pour les rames. Elle est toujours accessible aujourd’hui.

### Déraillement de 1977
Le 4 février 1977, l'accident le plus meurtrier du métro de Chicago se produit lorsque deux rames entrent en collision à hauteur de la station Randolph/Wabash ; onze personnes trouvent la mort et cent quatre-vingt passagers sont blessés lors du déraillement de plusieurs rames. À cette date, plusieurs déviations des rames avaient dû être mises en place en raison de l'impossibilité de faire rouler les rames dans leur sens de circulation habituel sur l'Union Loop.
Vu les retards et la saturation de la voie, les rames furent stoppées aux stations et également entre celles-ci. Ignorant le feu et les instructions de sécurité, une rame redémarra de la station State/Lake et percuta à 17h27 la rame en attente vers la station Randolph/Wabash. Malgré la faible vitesse de 22 km/h, le conducteur de la rame de derrière ne relâcha pas la pédale d'accélérateur et le train percuté se trouvant dans le virage fut soulevé et termina sa course 7 mètres plus bas sur le trottoir.
Certaines circonstances de l'accident restent inexpliquées et le chauffeur de la rame fautive, Stephan Martin, fut incriminé pour non-respect de plusieurs règles de sécurité. Chauffeur pour la Chicago Transit Authority depuis 1969, il était déjà connu pour sa légèreté face aux règles de sécurité et son habitude de parler aux voyageurs en conduisant.
Les rames furent rapidement déblayées et le service reprit le 5 février 1977 à 6h30.

### Fermeture de la station
La station Randolph/Wabash comme celle de Madison/Wabash ont font l’objet de projets de la part de la ville de Chicago et de la CTA afin qu'elles soient supprimées toutes les deux au profit d'une nouvelle station plus fonctionnelle.
Cela permit aussi de limiter le nombre de stations à deux sur le côté est du Loop comme sur ses autres flancs. La nouvelle station se situe au-dessus du croisement de Washington street et Wabash Avenue ; elle porte vraisemblablement le nom de Washington/Wabash. Madison/Wabash a été la première station à être fermée tandis que Randolph/Wabash reste en fonction jusqu’à l’ouverture de la nouvelle station.
Les détails du projet sont déterminés une fois la conception terminée et les travaux en attente de financement ont débuté en 2017.

## Dessertes
Cinq lignes desservaient la station : la ligne brune dans le sens inverse des aiguilles d’une montre sur la voie extérieur du Loop et par les lignes mauve (en heure de pointe), orange, rose dans le sens horaire sur la voie intérieure du Loop et la ligne verte circulant dans les deux sens.
| Randolph/Wabash |                    |        |                  |          |
| Départ          | Station précédente | Lignes | Station suivante | Terminus |
|                 | Madison/Wabash     | █      | State/Lake       |          |
|                 | State/Lake         | █      | Madison/Wabash   |          |
|                 | State/Lake         | █      | Madison/Wabash   |          |
|                 | State/Lake         | █      | Madison/Wabash   |          |
|                 | State/Lake         | █      | Madison/Wabash   | -        |